# William Asher
William Milton Asher, artisticamente, William Asher ou Bill Asher (New York, 8 de agosto de 1921 - Palm Desert, 16 de julho de 2012) foi um produtor, diretor e roteirista (cinema e televisão) americano.
Iniciou a carreira dirigindo o filme Leather Gloves a depois foi produtor e diretor das famosas séries televisivas: “I Love Lucy” e “A Feiticeira”, e de The Colgate Comedy Hour, The Patty Duke Show, entre outras séries. 
Asher foi casado com a atriz Elizabeth Montgomery, conhecida por ser a protagonista de A Feiticeira.